# Royal Colombo Golf Club

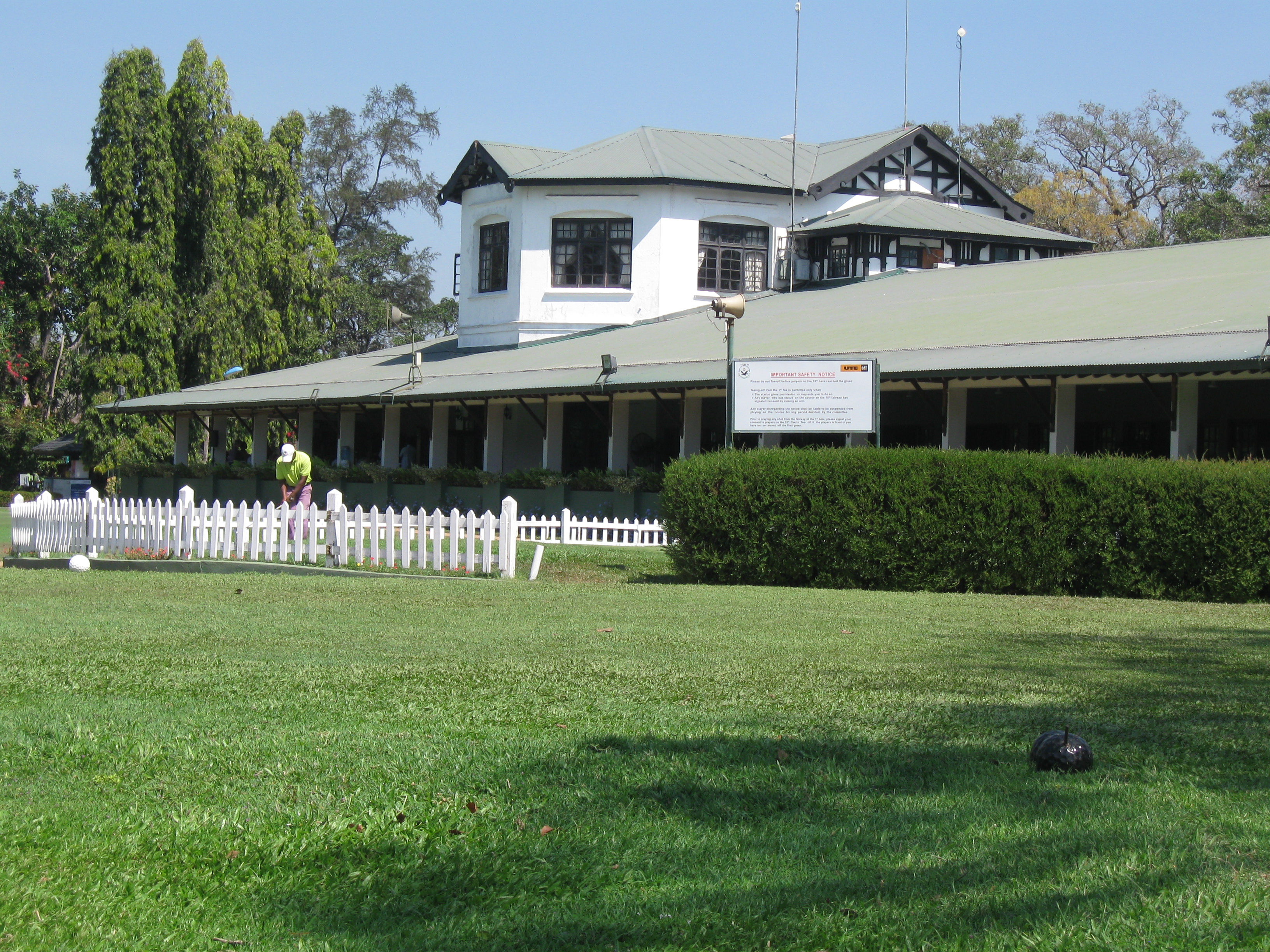
Bâtiment du Royal Colombo Golf Club.

Le Royal Colombo Golf Club est le plus ancien club de golf du Sri Lanka. Créé en 1880, il est situé dans l'ancienne capitale Colombo, sur The Ridgeway Links, également appelé Anderson Golf Course. Il est le siège de la Sri Lanka Golf Union, l'instance gouvernant le golf au Sri Lanka, et conserve des liens avec le Royal and Ancient Golf Club of St Andrews d'Écosse.

## Histoire
Le 13 mars 1880, neuf gentlemen se sont réunis au Colombo Club (en) pour tenir la première assemblée générale du Colombo Golf Club. Le premier président était W. Law et le comité était formé de W. Somerville, F. A. Fairlie et R. Webster. Le premier trophée du club a été décerné en 1887 et en 1888 le Royal Calcutta Golf Club (en) a offert une médaille d'argent au club ; la médaille de Calcutta est jusqu'à aujourd'hui une des récompenses distribuées par le club.
Le club est resté sur Galle Face Green jusqu'en 1896 : en juin de cette année, il a été informé par le chef-secrétaire que le gouverneur de Ceylan lui faisait don d'une partie de la ferme-modèle du quartier de Borella (en). Le terrain et les fonds de la ferme-modèle avaient été donnés par Charles Henry de Soysa, mais le projet avait été un échec et la plus grande partie du terrain a été utilisée pour le parcours de golf. Il a été inauguré par le gouverneur Joseph West Ridgeway, qui lui a laissé son nom (Ridgeway Links).
Durant la Seconde Guerre mondiale, le club house et le terrain ont été utilisés par les casseurs de code du Far East Combined Bureau de la Royal Navy et ont été connus sous le surnom de HMS Anderson.